# Rödermark
Rödermark település Németországban, Hessen tartományban. Lakosainak száma 28 835 fő (2023. december 31.).

## Népesség
A település népességének változása:
| Lakosok száma | 27 840 | 28 071 | 28 361 | 28 834 | 28 835 |
|               | 2017   | 2019   | 2021   | 2022   | 2023   |